# Cry Forever
Cry Forever es el segundo álbum de estudio de la cantante y compositora de pop alternativo australiano Amy Shark, lanzado el 30 de abril de 2021.
El álbum fue anunciado el 4 de diciembre de 2020 junto con el tercer sencillo del álbum, "All the Lies About Me". Tras el anuncio, Shark dijo: "Estoy muy orgulloso de este álbum y es hora de entregar estas canciones a los fans. Estas son algunas de las canciones más personales y conflictivas que he escrito y no puedo esperar para compartirlas con todo el mundo ".

## Promoción
En febrero de 2021, Shark anunció el próximo lanzamiento de una serie documental titulada Forever, Amy Shark, que documenta el proceso de grabación del álbum Cry Forever.
El álbum fue apoyado por una gira australiana durante junio y julio de 2021.

## Lista de canciones
| N.º | Título                                      | Producer(s) | Duración |  |
| 1.  | «The Wolves»                                |             | 2:52     |  |
| 2.  | «Everybody Rise»                            | Joel Little | 3:10     |  |
| 3.  | «Worst Day of My Life»                      |             | 3:01     |  |
| 4.  | «C'mon» (con Travis Barker)                 | Dann Hume   | 3:40     |  |
| 5.  | «All the Lies About Me»                     |             | 2:57     |  |
| 6.  | «Miss You»                                  |             | 2:56     |  |
| 7.  | «Love Songs Ain't for Us» (con Keith Urban) |             | 3:40     |  |
| 8.  | «I'll Be Yours» ()                          |             | 3:27     |  |
| 9.  | «You'll Never Meet Anyone Like Me Again»    | Dan Wilson  | 3:16     |  |
| 10. | «That Girl»                                 |             | 2:27     |  |
| 11. | «Lonely Still»                              |             | 2:48     |  |
| 12. | «Baby Steps»                                |             | 3:11     |  |
| 13. | «Amy Shark»                                 |             | 3:07     |  |

## Listados
| Listado (2021)            | Posición |
| ------------------------- | -------- |
| Australian Albums (ARIA)  | 1        |
| New Zealand Albums (RMNZ) | 15       |